# Lijst van wiskundigen
Onderstaande lijst bevat bekende wiskundigen, beoefenaren van de wiskunde, alfabetisch gerangschikt op familienaam.

## A
- Karen Aardal, Noorwegen 1961

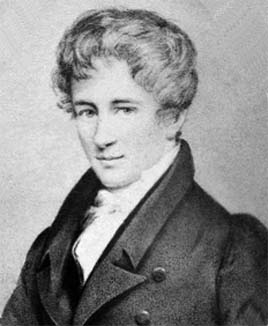
Niels Henrik Abel

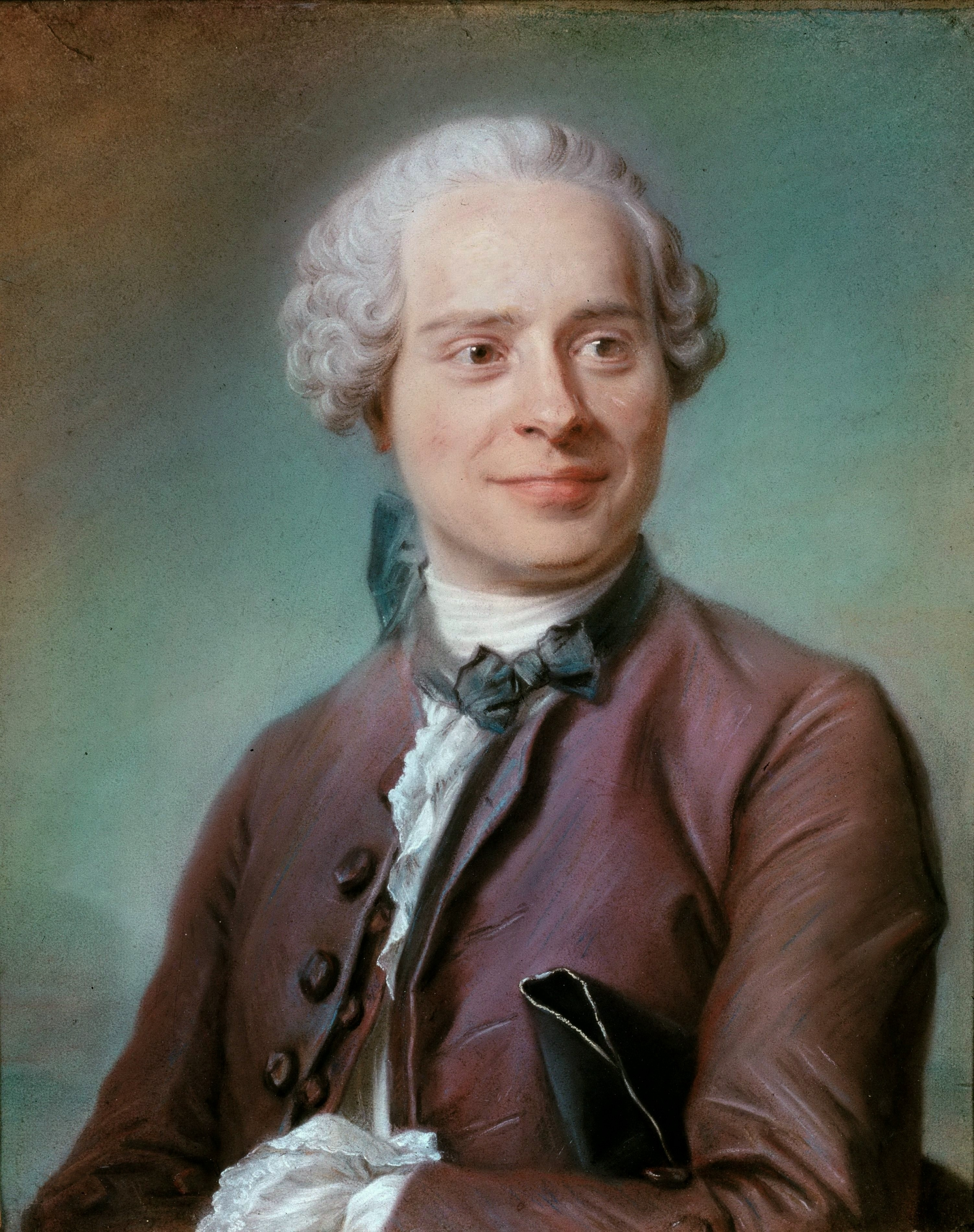
Jean le Rond d'Alembert

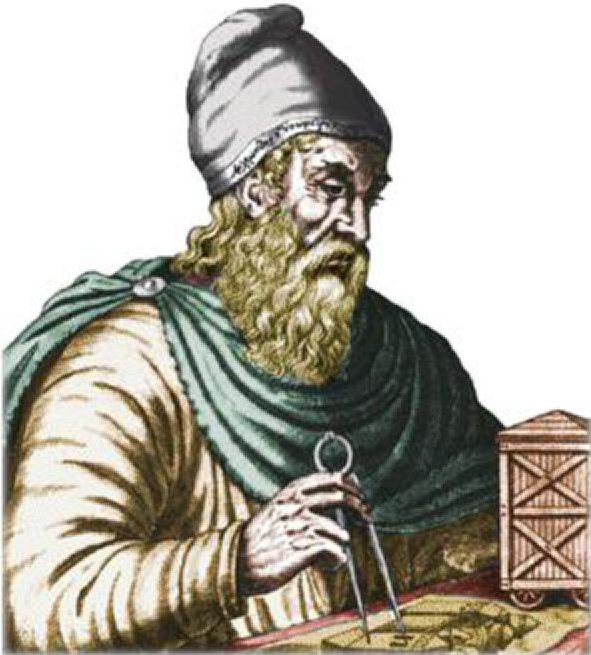
Archimedes

- Niels Henrik Abel, Noorwegen 1802-1829
- Abraham Bar Hiyya, Spanje 1070-1136
- Abul Wafa, Iran 940-998
- Abu'l-Hasan al-Uqlidisi, Arabië 920-990
- Wilhelm Ackermann, Duitsland 1896-1962
- John Couch Adams, Engeland 1819-1892
- Sergei Ivanovich Adian, Sovjet-Unie 1931-2020
- Maria Gaetana Agnesi, Italië 1718-1799
- Franciscus Aguilonius, België 1566-1617
- Lars Ahlfors, Finland 1907-1996
- Ahmose, Egypte 17e eeuw v.Chr.
- Pavel Aleksandrov, Rusland 1896-1982
- Jean le Rond d'Alembert, Frankrijk 1717-1783
- James Alexander, Verenigde Staten 1888-1971
- Al-Biruni, Oezbekistan 973-1048
- Al-Chwarizmi, Perzië 780-850
- André-Marie Ampère, Frankrijk 1775-1836
- Adolf Anderssen, Duitsland 1818-1879
- Anthemios van Tralles, Byzantijnse Rijk omstreeks 474-534
- Petrus Apianus, Duitsland 1495-1552
- Apollonius, Griekenland 265-170 v.Chr.
- Kenneth Appel, Verenigde Staten 1932-2013
- Archimedes, Griekenland 287-212 v.Chr.
- Archytas, Griekenland 428-347 v.Chr.
- Jean-Robert Argand, Zwitserland 1768-1822
- Aristoteles, Griekenland, 384-322 v.Chr.
- Vladimir Arnold, Rusland 1937-2010
- Emil Artin, Oostenrijk, Duitsland en Verenigde Staten 1898-1962
- Michael Artin, Verenigde Staten 1934
- Michael Aschbacher, Verenigde Staten 1944
- Michael Atiyah, Groot-Brittannië 1929-2019
- George Atwood, Engeland 1745-1807

## B

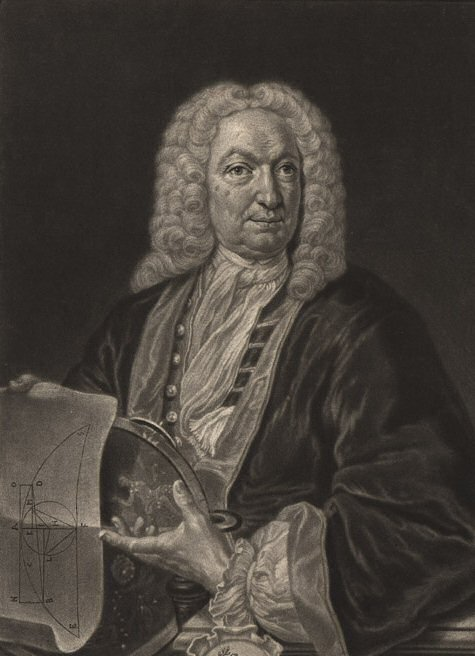
Johan Bernoulli

- Charles Babbage, Verenigd Koninkrijk 1791-1871
- Abbas Bahri, Tunesië 1955-2016
- Alan Baker, Groot-Brittannië 1939-2018
- Stefan Banach, Polen 1892-1945
- Isaac Barrow, Engeland 1630-1677
- Giuseppe Bartolozzi, Italië 1905-1982
- Thomas Bayes, Engeland 1702-1761
- Heinrich Behnke, Duitsland 1898-1979
- Jacques Benders, Nederland 1924-2017
- Paul Bernays, Zwitserland 1888-1977
- Daniel Bernoulli, Zwitserland 1700-1782
- Jakob Bernoulli, Zwitserland 1654-1705
- Johann Bernoulli, Zwitserland 1667-1748
- Nikolaus I Bernoulli, Zwitserland 1687-1759
- Joseph Bertrand, Frankrijk 1822-1900
- Friedrich Bessel, Duitsland 1784-1846
- Evert Willem Beth, Nederland 1908-1964
- Enrico Betti, Italië 1823-1892
- Étienne Bézout, Frankrijk 1730-1783
- Ludwig Bieberbach, Duitsland 1886-1982
- R.H. Bing, Verenigde Staten 1914- 1986
- Garrett Birkhoff, Verenigde Staten 1911-1996
- Harald Bohr, Denemarken 1887-1951
- János Bolyai, Hongarije 1802-1860
- Bernard Bolzano, Oostenrijk 1781-1848
- Rafael Bombelli, Italië 1526-1572
- Enrico Bombieri, Italië 1940
- George Boole, Groot-Brittannië 1815-1864
- Richard Borcherds, Groot-Brittannië 1959
- Alfons Borgers, België 1919-2001
- Oene Bottema, Nederland 1901-1992
- Karol Borsuk, Polen 1905-1982
- Pierre Bouguer, Frankrijk 1698-1758
- Jean Bourgain, België 1954-2018
- Carl Benjamin Boyer, Verenigde Staten 1906-1976
- Brahmagupta, India 598–668
- Henry Briggs, Groot-Brittannië 1561-1630
- Henri Brocard, Frankrijk 1845-1922
- Jacob Bronowski, 1908-1974
- Luitzen Egbertus Jan Brouwer, Nederland 1881-1966
- Viggo Brun, Noorwegen 1885-1978
- Nicolaas Govert de Bruijn, Nederland 1918-2012

## C
- Georg Cantor, Duitsland 1845-1918

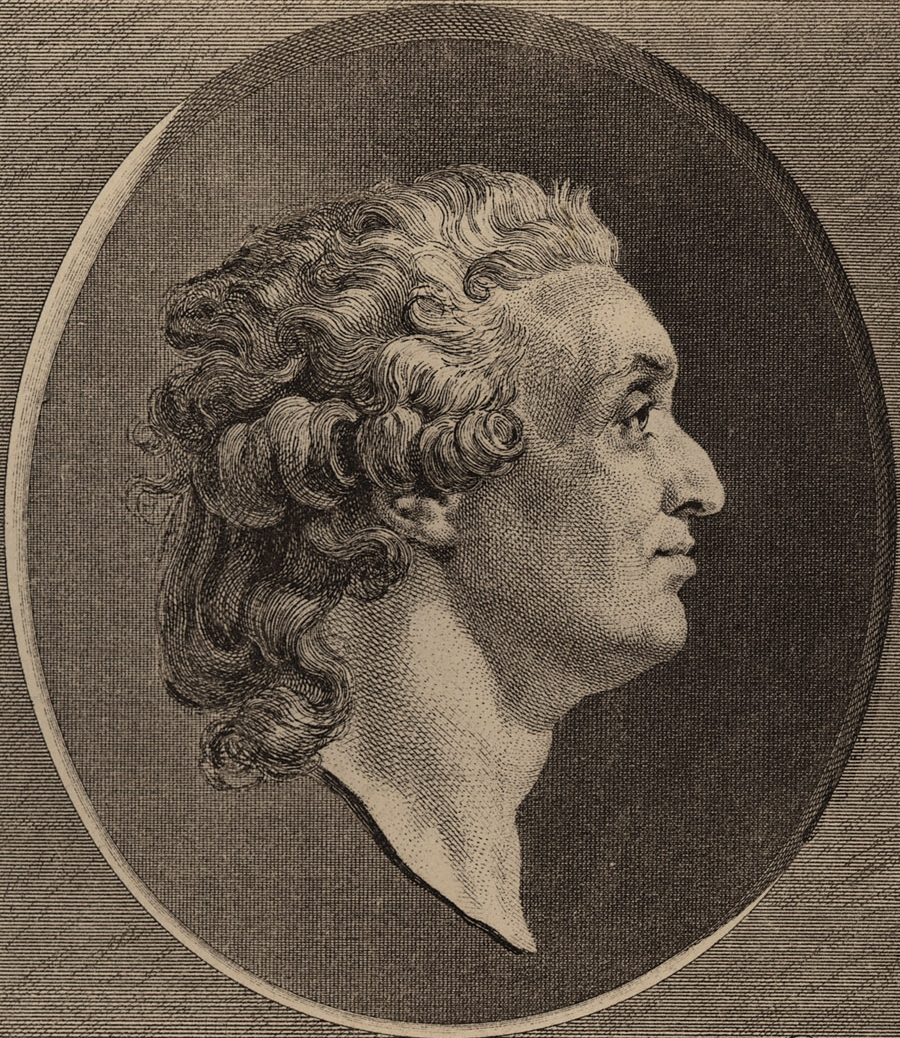
Nicolas de Condorcet

- Girolamo Cardano, Italië 1501-1576
- Sadi Carnot Frankrijk, 1796-1832
- Lewis Carroll, Groot-Brittannië 1832-1898
- Henri Cartan, Frankrijk 1904-2008
- Felice Casorati, Italië 1835-1890
- John Casey, Ierland 1820-1891
- Augustin Louis Cauchy, Frankrijk 1789-1857
- Bonaventura Cavalieri, Italië 1598-1647
- Arthur Cayley, Groot-Brittannië 1821-1895
- Eduard Čech, Tsjechië 1893-1960
- Ernesto Cesàro, Italië 1859-1906
- Ludolph van Ceulen, Duitsland en Nederland 1540-1610
- Gregory Chaitin, Verenigde Staten 1947
- Michel Chasles, Frankrijk 1793-1880
- Alonzo Church, Verenigde Staten 1903-1995
- Mariannina Ciccone, Italië 1891-1965
- Joan Clarke, Groot-Brittannië 1917-1996
- William Kingdon Clifford, Groot-Brittannië 1845-1879
- Paul Joseph Cohen, Verenigde Staten 1934-2007
- Nicolas de Condorcet, Frankrijk 1743-1794
- Alain Connes, Frankrijk 1947
- John Conway, Groot-Brittannië 1937-2020
- Nathan Altshiller Court, Polen 1881-1968
- Donald Coxeter, Groot-Brittannië Canada 1907-2003
- Gabriel Cramer, Zwitserland 1704-1752
- Luigi Cremona, Italië 1830-1903
- Marie Crous, Frankrijk fl 1641
- Ruth F. Curtain, Australië en Nederland 1941-2018

## D
- Jeanine Daems, Nederland 1980
- François d'Aguilon, 1567-1617

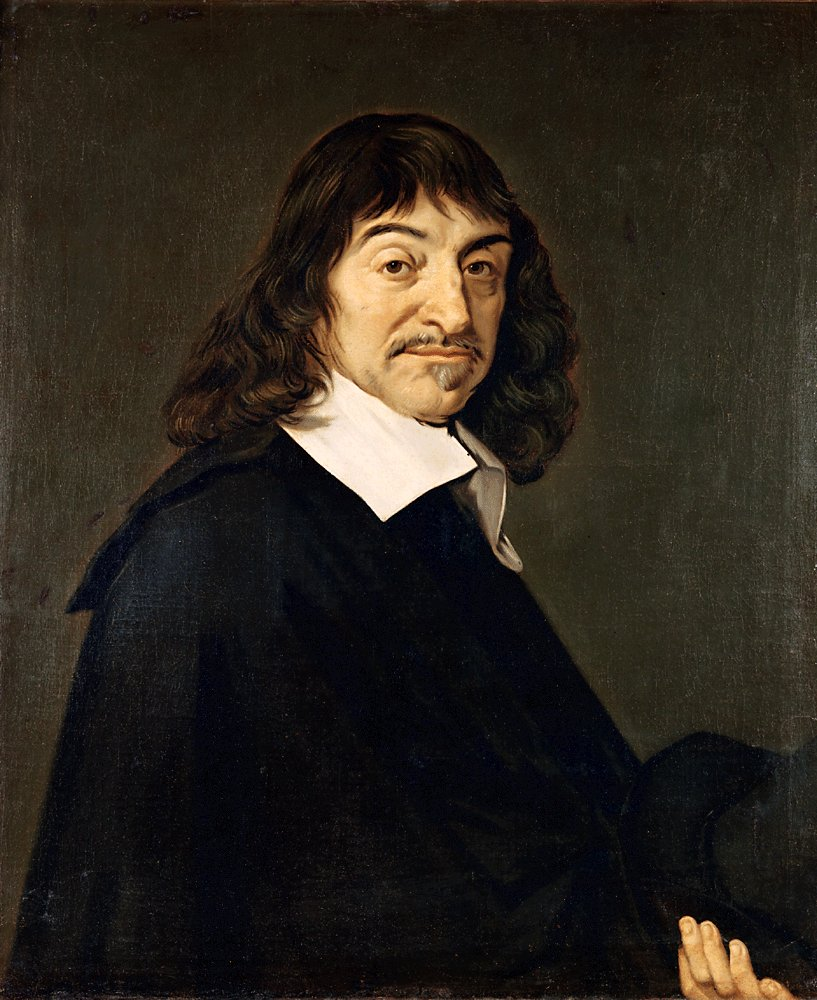
Descartes

- Germinal Pierre Dandelin, Frankrijk en België 1794-1847
- David van Dantzig, Nederland 1900-1959
- George Dantzig, Verenigde Staten 1914-2005
- Ingrid Daubechies, België en Verenigde Staten 1954
- Gilles-François de Gottignies, België 1630-1689
- Richard Dedekind, Duitsland 1831-1916
- Pierre Deligne, België en Verenigde Staten 1944
- Jan Karel della Faille, België 1597-1652
- Jan Denef, België 1951
- Gianne Derks, Nederland en Groot-Brittannië
- René Descartes, Frankrijk 1596-1650
- Jean Dieudonné, Frankrijk 1906-1992
- Gerrit van Dijk, Nederland 1939-2022
- Edsger Dijkstra, Nederland 1930-2002
- Diophantus, Egypte omstreeks 200 v.Chr.-116 v.Chr.
- Johann Dirichlet, Duitsland 1805-1859
- Enno Dirksen, Duitsland 1788-1850
- Simon Donaldson, Groot-Brittannië 1957
- Adrien Douady, Frankrijk 1935-2006
- Jesse Douglas, Verenigde Staten 1897-1965
- Vladimir Drinfel'd, Oekraïne 1954
- Hans Duistermaat, Nederland 1942-2010
- Eugene Dynkin, Rusland 1924-2014

## E

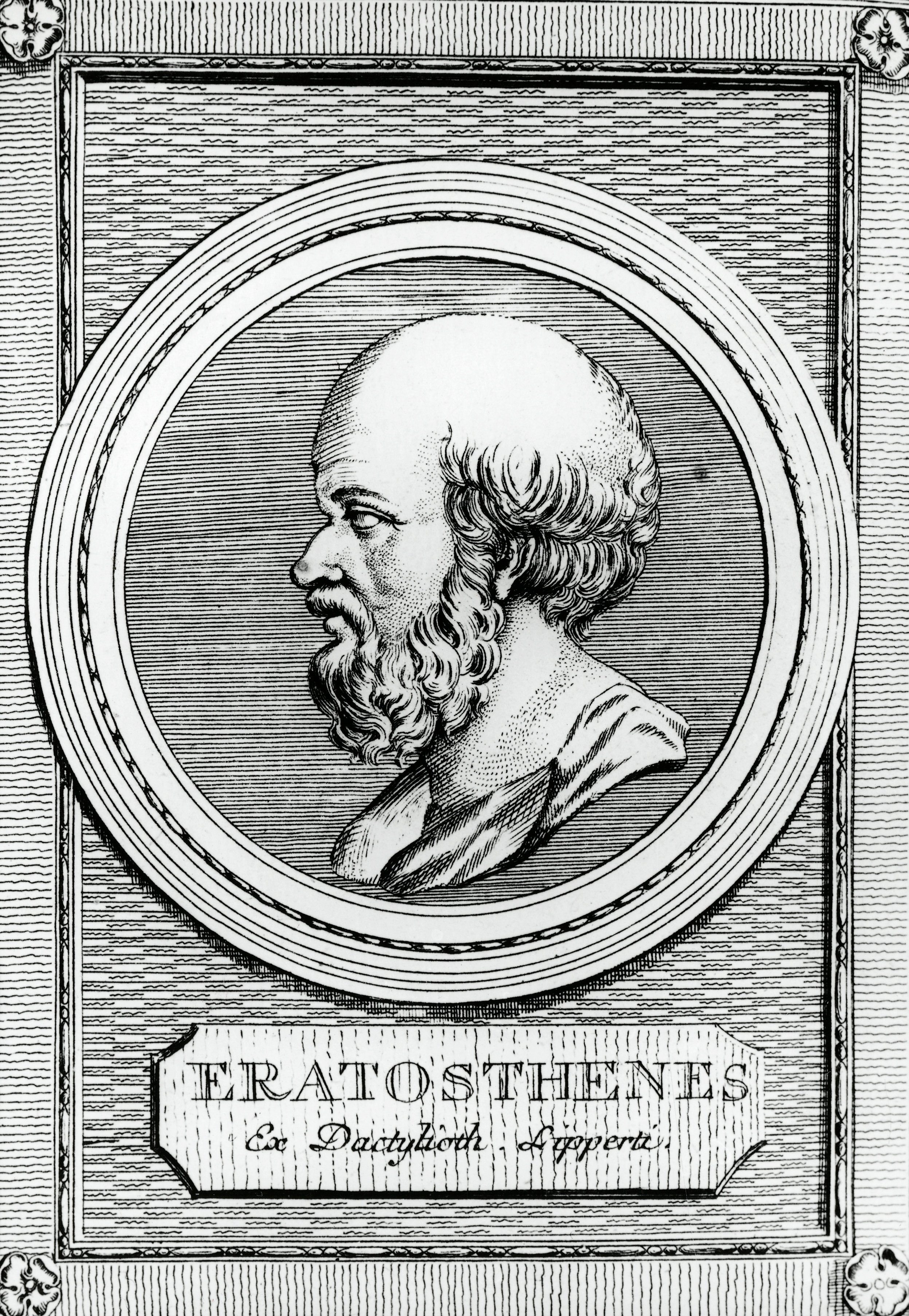
Eratosthenes

- Bas Edixhoven, Nederland 1962-2022
- Albert Einstein, Duitsland, Zwitserland en Verenigde Staten 1879-1955
- Tatjana Pavlovna Ehrenfest, Nederland 1905-1984
- Eratosthenes, Egypte 276-194 v.Chr.
- Paul Erdős, Hongarije 1913-1996
- Euclides van Alexandrië, Egypte omstreeks 365-275 v.Chr.
- Eudoxus van Cnidus, Griekenland omstreeks 410-350 v.Chr.
- Eutocius van Ascalon, Griekenland omstreeks 480-540
- Leonhard Euler, Zwitserland 1707-1783

## F
- Gerd Faltings, Duitsland 1954
- Charles Fefferman, Verenigde Staten 1949
- Pierre de Fermat, Frankrijk 1601-1665
- Lodovico Ferrari, Italië 1522-1565
- Leonardo Pisano Fibonacci, Italië omstreeks 1170-1240
- Jevgraf Fjodorov, Rusland 1853 1919
- Joseph Fourier, Frankrijk 1768-1830
- Adolf Fraenkel, Duitsland 1891-1965
- Erik Ivar Fredholm, Zweden 1866-1927
- Michael Freedman, Verenigde Staten 1951
- Gottlob Frege, Duitsland 1848-1925
- Gerhard Frey, Duitsland 1944
- Hans Freudenthal, Duitsland en Nederland 1905-1990
- Ferdinand Georg Frobenius, Duitsland 1849-1917

## G

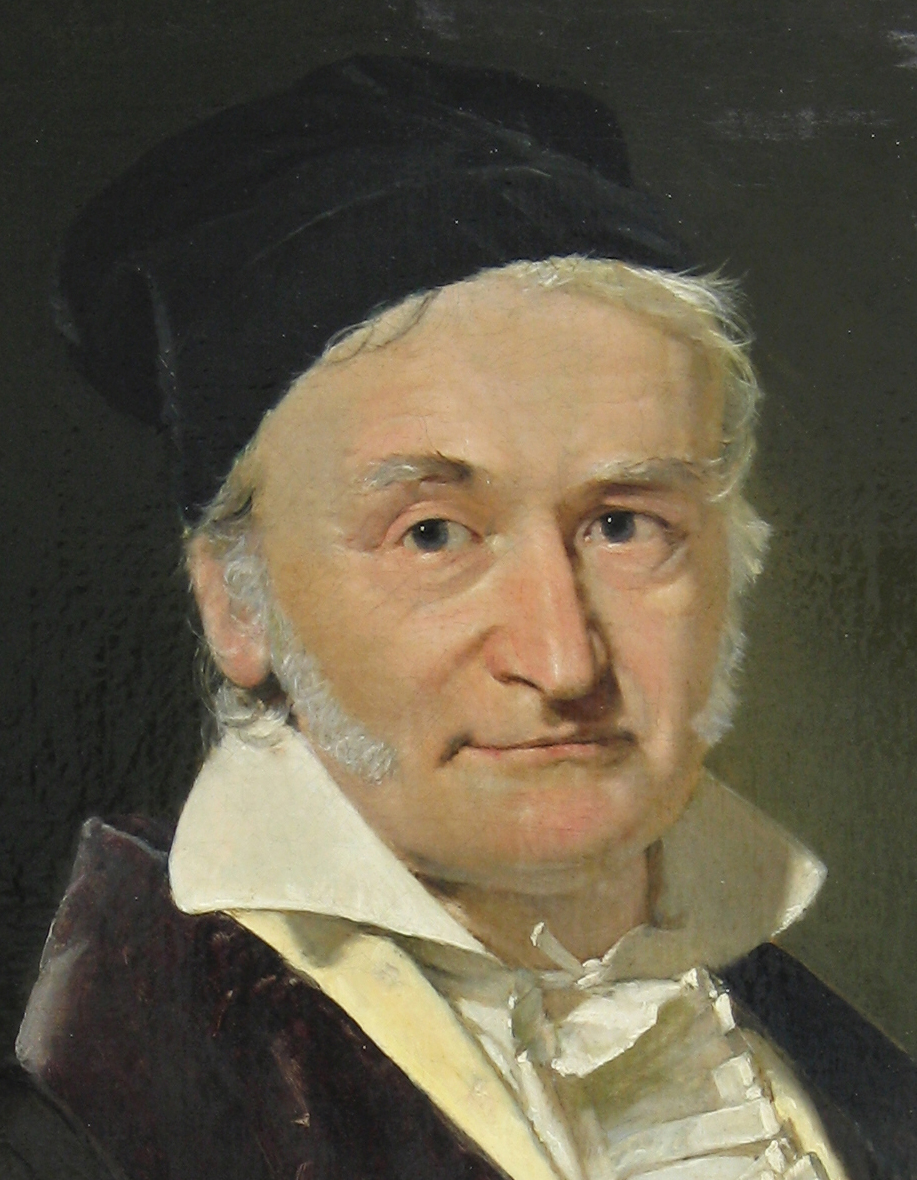
Carl Friedrich Gauß

- Évariste Galois, Frankrijk 1811-1832
- Carl Friedrich Gauss, Duitsland 1777-1855
- René Gâteaux, Frankrijk 1889-1914
- Gerhard Gentzen, Duitsland, 1909-1945
- Sophie Germain, Frankrijk 1776-1831
- Margot Gerritsen, Nederland en Verenigde-Staten
- Albert Girard, Frankrijk en Holland, 1595-1632
- Kurt Gödel, Duitsland 1906-1978
- Christian Goldbach, Duitsland 1690-1764
- Timothy Gowers, Groot-Brittannië 1963
- Hermann Grassmann, Pruisen 1809-1877
- Gert-Martin Greuel, Duitsland 1944
- Alexander Grothendieck, Frankrijk 1928-2014
- Paul Guldin, Zwitserland 1577-1643

## H
- Alfréd Haar, Hongarije 1885-1933

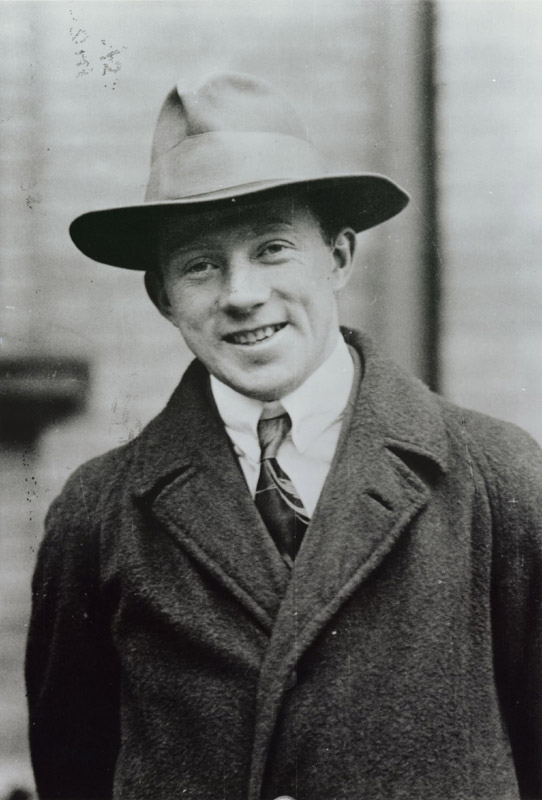
Werner Heisenberg in 1926

- Jacques Hadamard, Frankrijk 1865-1963
- Wolfgang Haken, Duitsland 1928-2022
- Paul Halmos, Verenigde Staten 1916-2006
- Georg Hamel, Duitsland 1877-1954
- Richard Hamilton, Verenigde Staten 1943-2024
- William Rowan Hamilton, Ierland 1805-1865
- Godfrey Harold Hardy, Groot-Brittannië 1877-1947
- Felix Hausdorff, Duitsland 1868-1942
- Oliver Heaviside, Groot-Brittannië 1850-1925
- Erich Hecke, Duitsland 1887-1947
- Poul Heegaard, Denemarken 1871-1948
- Werner Heisenberg, Duitsland 1901-1976
- Kurt Hensel, Duitsland 1861-1941
- Jacques Herbrand, Frankrijk 1908-1931
- Charles Hermite, Frankrijk 1822-1901
- Arend Heyting, Nederland 1898-1980
- David Hilbert, Duitsland 1862-1943
- Heisuke Hironaka, Japan 1931
- Pieter van der Hoeven, Nederland 1911-1980
- Lars Hörmander, Zweden 1931-2012
- Hans van Houwelingen, Nederland 1945
- Guillaume de l'Hôpital, Frankrijk 1661-1704
- Witold Hurewicz, Polen 1904–1956
- Christiaan Huygens, Nederland 1629-1695
- Hypatia, Egypte omstreeks 370-415

## I
- Filadelfo Insolera, Italië 1880-1955

## J
- Carl Gustav Jakob Jacobi, Duitsland 1804-1851
- Antonio Maria Jaci, koninkrijk Sicilië 1739-1815
- Vaughan Frederick Randal Jones, Nieuw-Zeeland en Verenigde Staten 1952-2020
- Camille Jordan, Frankrijk 1838-1922
- Wilhelm Jordan, Duitsland 1842-1899

## K

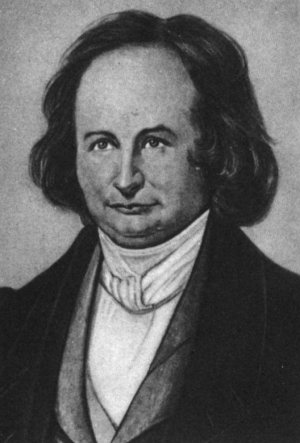
Carl Jacobi

- Mark Kac, Polen en Verenigde Staten 1914-1984
- Theodor Kaluza, Duitsland 1885-1954
- Leonid Vitalievitsj Kantorovitsj, Rusland 1912-1986
- Abraham Gotthelf Kästner, Duitsland 1719-1800
- Johannes Kepler, Duitsland 1571-1630
- Roy Kerr, Nieuw-Zeeland 1934
- Wilhelm Killing, Duitsland 1847-1923
- Clark Kimberling, Verenigde Staten 1942
- Felix Klein, Duitsland 1849-1925
- Jan Cornelis Kluyver, Nederland 1860-1932
- Bronisław Knaster, Polen 1893-1990
- Donald Knuth, Verenigde Staten 1938
- Kunihiko Kodaira, Japan 1915-1997
- Andrej Kolmogorov, Rusland 1903-1987
- Maksim Kontsevitsj, Rusland 1964
- Diederik Johannes Korteweg, Nederland 1848-1941
- Sofja Kovalevskaja, Rusland 1850-1891
- Leopold Kronecker, Duitsland 1823-1891
- Arno Kuijlaars, Nederland 1963
- Ernst Kummer, Duitsland 1810-1893
- Kazimierz Kuratowski, Polen 1896-1980
- Martin Wilhelm Kutta, Duitsland 1867-1944

## L

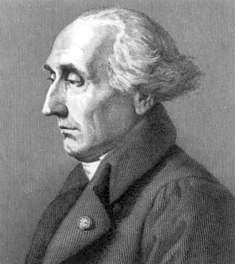
Joseph Louis Lagrange

- Charles-Jean de La Vallée Poussin, België 1866-1962
- Laurent Lafforgue, Frankrijk 1966
- Joseph-Louis Lagrange, Italië en Frankrijk 1736-1813
- Edmond Laguerre, Frankrijk 1834-1886
- Johann Heinrich Lambert, Duitsland 1728-1777
- Gabriel Lamé, Frankrijk 1795-1870
- Edmund Landau, Duitsland 1877-1938
- Robert Langlands, Canada en Verenigde Staten 1936
- Pierre-Simon Laplace, Frankrijk 1749-1827
- Olga Ladyzjenskaja, Rusland 1922-2004
- Anneli Cahn Lax, Verenigde Staten 1922-1999
- Peter Lax, Hongarije en Verenigde Staten 1926-2025
- Henri Lebesgue, Frankrijk 1875-1941
- Adrien-Marie Legendre, Frankrijk 1752-1833
- Derrick Henry Lehmer, Verenigde Staten 1905-1991
- Gottfried Wilhelm Leibniz, Duitsland 1646-1716
- John C. Lennox, Noord-Ierland 1943
- Arjen Lenstra, Nederland 1956
- Hendrik Lenstra, Nederland 1949
- Simon Antoine Jean LHuillier, Zwitserland 1750-1840
- Sophus Lie, Noorwegen 1842-1899
- Ferdinand von Lindemann, Duitsland 1852-1939
- Jack H. van Lint, Nederland 1932-2004
- Joseph Liouville, Frankrijk 1809-1882
- Nelly Litvak, Rusland en Nederland
- Liu Hui, Koninkrijk Wei rond 263
- Nikolaj Lobatsjevski, Rusland 1792-1856
- Rehuel Lobatto, Nederland 1797-1866
- Michael S. Longuet-Higgins, Engeland 1925-2016
- Hendrik Lorentz, Nederland 1853-1928
- Édouard Lucas, Frankrijk 1842-1891
- Aleksandr Ljapoenov, Rusland 1857-1918

## M

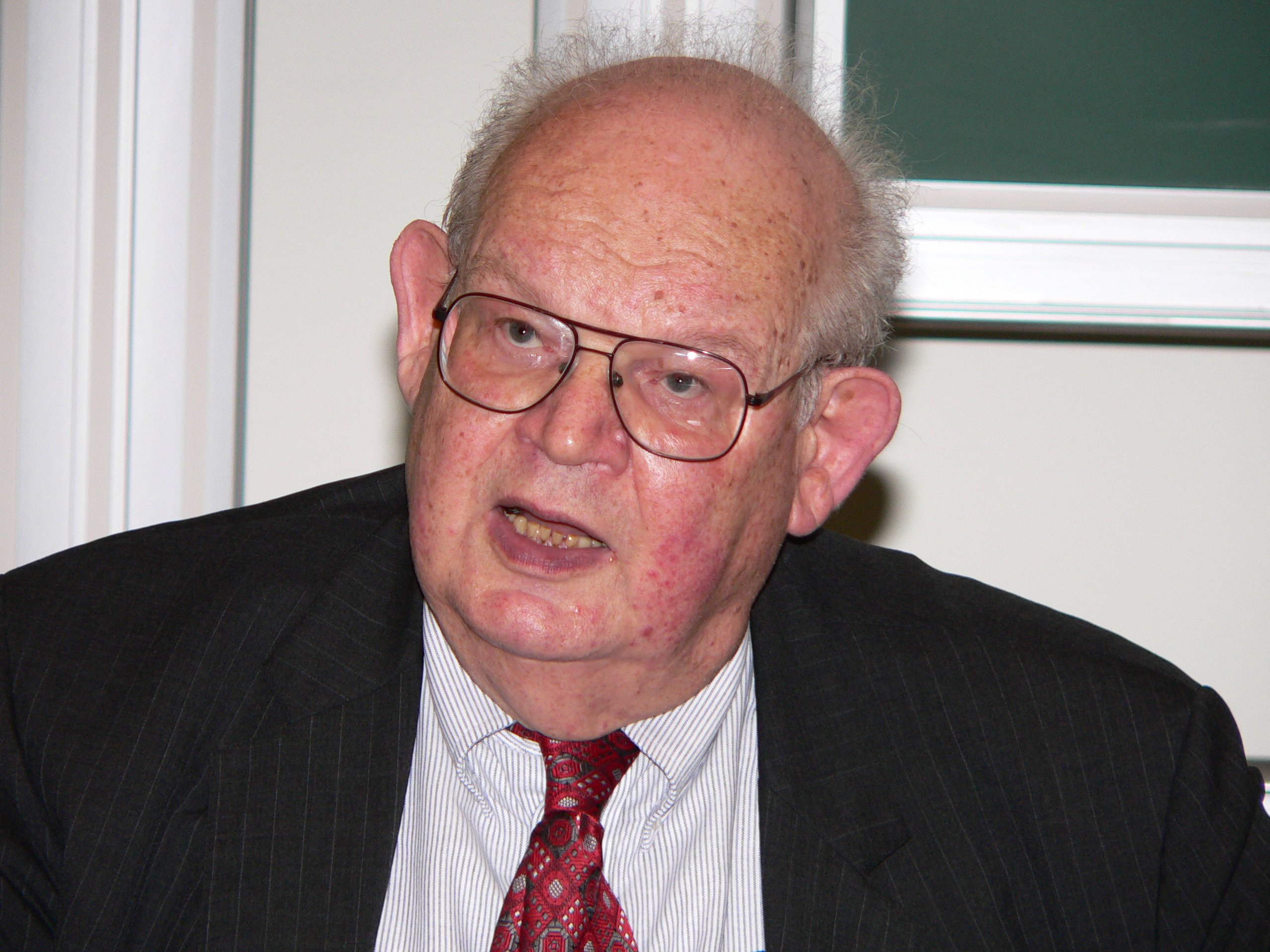
Benoît Mandelbrot

- Saunders Mac Lane, Verenigde Staten 1909-2005
- Colin Maclaurin, Schotland 1698-1746
- Benoît Mandelbrot, Polen 1924-2010
- Vito Mangiamele, Italië en Frankrijk 1827-1897
- Grigori Margoelis, Rusland en Verenigde Staten 1946
- Andrej Markov, Rusland 1856-1922
- Lorenzo Mascheroni, Italië 1750-1800
- Joeri Matijasevitsj, Rusland 1947
- Francesco Maurolico, Italië 1494-1575
- Pietro Mengoli, Italië 1626-1686
- Marin Mersenne, Frankrijk 1588-1648
- Meton, Griekenland 5e eeuw v.Chr.
- Preda Mihăilescu, Roemenië 1955
- John Milnor, Verenigde Staten 1931
- Hermann Minkowski, Duitsland 1864-1909
- Michał Misiurewicz, Polen 1948
- Maryam Mirzakhani, Iran en Verenigde Staten 1977-2017
- August Ferdinand Möbius, Duitsland 1790-1868
- Georg Mohr, Denemarken 1640-1697
- Abraham de Moivre, Frankrijk 1667-1754
- Paul Montel, Frankrijk 1876-1975
- Eliakim Moore, Verenigde Staten 1862-1932
- Gaspard Monge, Frankrijk 1746-1818
- Augustus de Morgan, India en Groot-Brittannië 1806-1871
- Shigefumi Mori, Japan 1951
- Ugo Morin, Italië 1901-1968
- Jürgen Moser, Duitsland en Verenigde Staten 1928-1999
- David Mumford, Groot-Brittannië en Verenigde Staten 1937
- Pieter van Musschenbroeck, Nederland 1692-1761

## N
- Masayoshi Nagata, Japan 1927-2008
- John Napier, Schotland 1550-1617

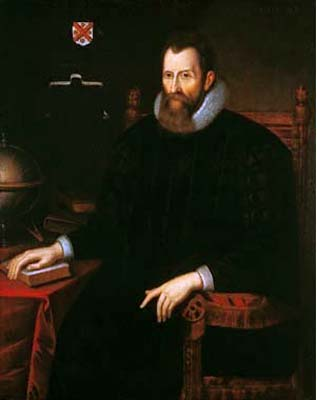
John Napier

- John Forbes Nash jr., Verenigde Staten 1928-2015
- Hanna Neumann, Duitsland en Groot-Brittannië 1914-1971
- John von Neumann, Hongarije en Verenigde Staten 1903-1957
- Isaac Newton, Groot-Brittannië 1643-1727
- Louis Nirenberg, Canada 1925-2020
- Emmy Noether, Duitsland 1882-1935
- Sergej Novikov, Rusland 1938-2024
- Alfred North Whitehead, Groot-Brittannië 1861-1947
- Dirck Rembrantsz van Nierop, Nederland 1610-1682
- Pieter Rembrantsz van Nierop, Nederland 1640-1708
- Kristen Nygaard, Noorwegen 1926-2002

## O
- Frans Oort, Nederland 1935
- William Oughtred, Engeland 1574-1660

## P

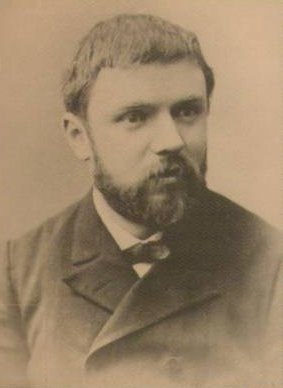
Henri Poincaré

- Ietje (Aïda) Paalman-de Miranda, Suriname en Nederland 1936-2020
- Ernesto Padova, Italië 1845-1896
- Blaise Pascal, Frankrijk 1623-1662
- Giuseppe Peano, Italië 1858-1932
- Karl Pearson, Verenigd Koninkrijk 1857-1936
- Jacques Pelletier du Mans, Frankrijk 1517–1582
- Roger Penrose, Verenigd Koninkrijk 1931
- Charles Émile Picard, Frankrijk 1856-1941
- John Playfair, 1748-1819 Schotland
- Julius Plücker, Duitsland 1801-1868
- Henri Poincaré, Frankrijk 1854-1912
- Siméon Poisson, Frankrijk 1781-1840
- John Pollard, Verenigd Koninkrijk 1941
- Emil Leon Post, Polen en Verenigde Staten 1897-1954
- Alphonse de Polignac, Frankrijk 1817-1890
- György Pólya, Hongarije en Verenigde Staten 1887-1985
- Laurens Praalder, Nederland 1711-1793
- Proclus, Byzantium 411-485
- Victor Puiseux, Frankrijk 1820-1883
- Pythagoras, Griekenland omstreeks 572-500 v.Chr.

## Q
- Daniel Quillen, Verenigde Staten 1940-2011
- Adolphe Quetelet, België 1796-1874

## R

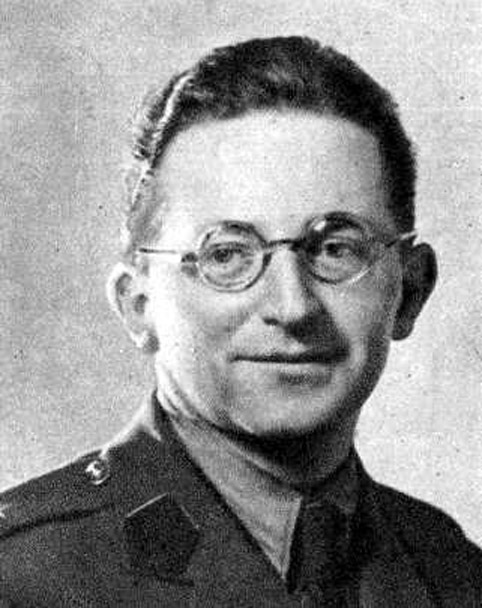
Marian Rejewski

- Srinivasa Aaiyangar Ramanujan, India 1887-1920
- Frank Ramsey, Groot-Brittannië 1903-1930
- Marina Ratner, Rusland 1938-2017
- Regiomontanus, Johannes Müller, Duitsland 1436-1476
- Marian Rejewski, Polen 1905-1980
- Reinhold Remmert, Duitsland 1930-2016
- Pierre Rémond de Montmort, Frankrijk 1678-1719
- Alfréd Rényi, Hongarije 1921-1970
- Kenneth Alan Ribet, Verenigde Staten 1948
- Jacopo Riccati, Italië 1676-1754
- Vincenzo Riccati, Italië 1707-1775
- Bernhard Riemann, Duitsland 1826-1866
- Frigyes Riesz, Hongarije 1880-1956
- Marcel Riesz, Hongarije 1886-1969
- Édouard Roche, Frankrijk 1820-1883
- Adriaan van Roomen, België 1561-1615
- Klaus Roth, Duitsland en Groot-Brittannië 1925-2015
- Walter Rudin, Verenigde Staten 1921-2020
- Carl David Tolmé Runge, Duitsland 1856-1927
- Johannes Runnenburg, Nederland 1932-2008
- Bertrand Russell, Groot-Brittannië 1872-1970

## S

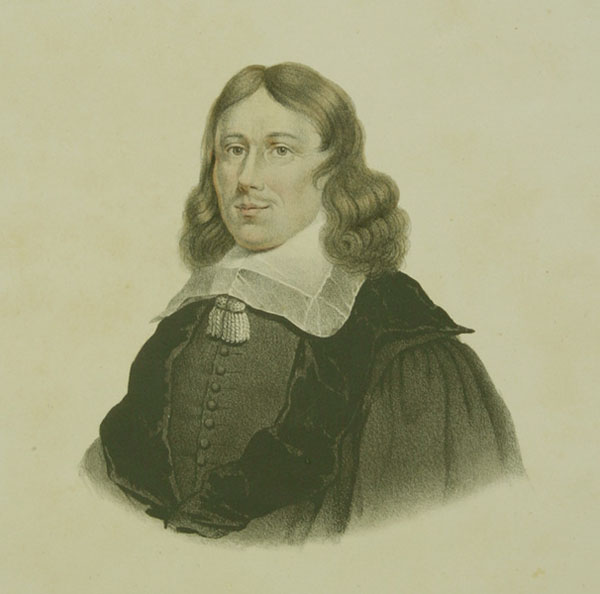
Frans van Schooten jr.

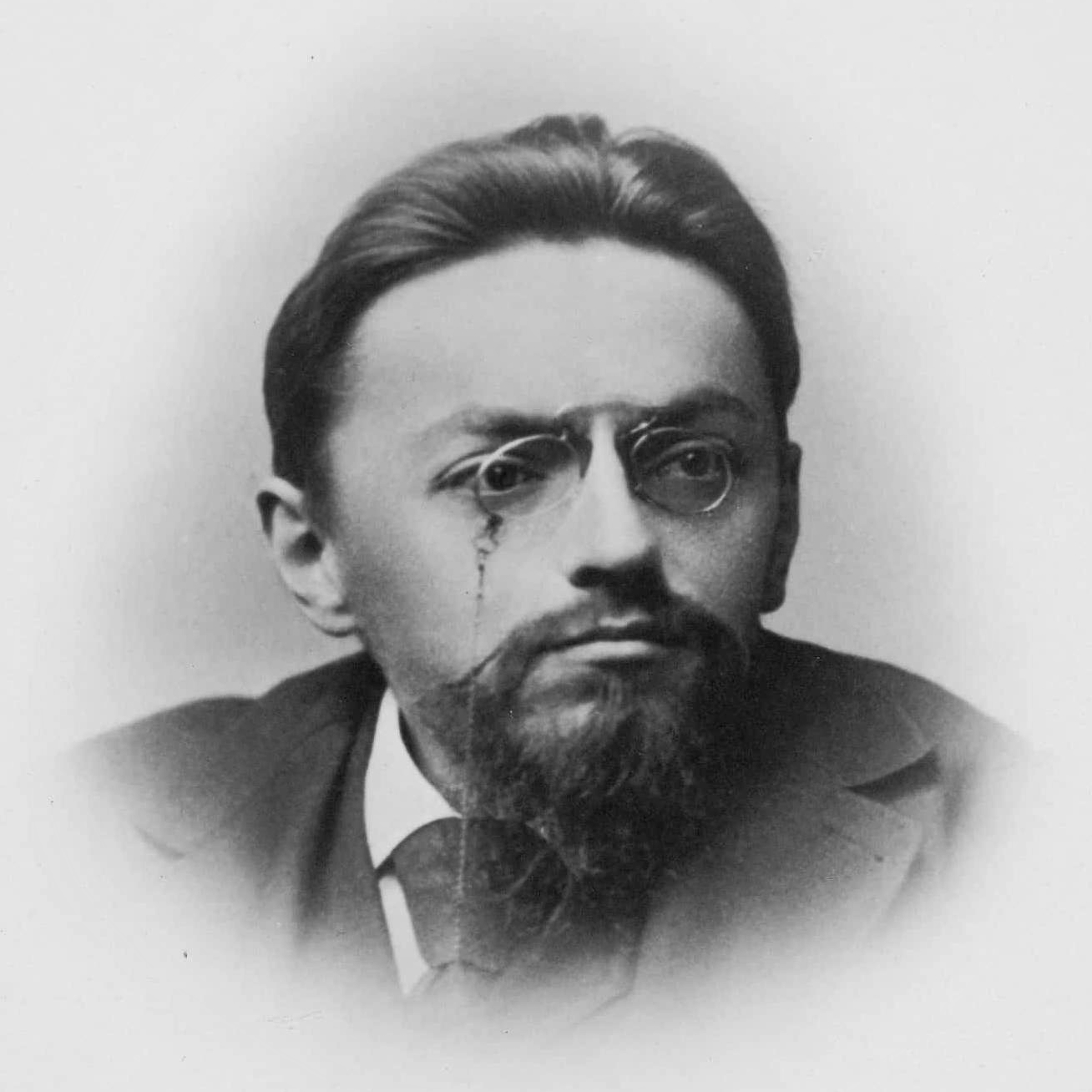
Charles Proteus Steinmetz

- Leonardo Salimbeni, Republiek Venetië 1752-1823
- Alphonse Antonio de Sarasa, België 1618-1667
- Jacquelien Scherpen, Nederland 1966
- Frans van Schooten, Nederland 1615-1660
- Pieter Hendrik Schoute, Nederland 1846-1913
- Frederik Schuh, Nederland 1875-1966
- Kurt Schütte, Duitsland 1909-1998
- Laurent Schwartz, Frankrijk 1915-2002
- Hermann Amandus Schwarz, Duitsland 1843-1921
- Seki Kowa, Japan 1642-1708
- Atle Selberg, Noorwegen en Verenigde Staten 1917-2007
- John Selfridge, Verenigde Staten 1927-2010
- Caroline Series, Engeland 1951
- Jean-Pierre Serre, Frankrijk 1926
- Carl Ludwig Siegel, Duitsland 1896-1981
- Wacław Sierpiński, Polen 1882-1969
- Robert Simson, Schotland 1687-1768
- Willem de Sitter, Nederland 1872-1934
- Thoralf Skolem, Noorwegen 1887-1963
- Skopas van Syracuse, Romeinse Rijk 1e eeuw v.Chr.
- Stephen Smale, Verenigde Staten 1930
- Stanislav Smirnov, Rusland 1970
- Ionica Smeets, Nederland 1979
- Willebrord Snel van Royen, Nederland 1580-1626
- Tom Snijders, Nederland 1949
- Sergej Sobolev, Rusland/USSR 1908-1989
- Emanuele Soler, Italië 1867-1940
- Sporus van Nicaea, Turkije omstreeks 240-300
- Jožef Štefan, Oostenrijk-Hongarije 1835-1893
- Elias Stein, België en Verenigde Staten, 1931-2018
- Karl Stein, Duitsland 1913-2000
- Jakob Steiner, Zwitserland 1796-1863
- Charles Proteus Steinmetz, Duitsland en Verenigde Staten 1865-1923
- Simon Stevin, Vlaanderen en Nederland 1548-1620
- Ian Stewart, Engeland 1945
- Michael Stifel, Duitsland 1487-1567
- Thomas Joannes Stieltjes jr., Nederland 1856-1894
- James Stirling, Schotland 1692-1770
- George Stokes, Verenigd Koninkrijk 1819–1903
- Dirk Jan Struik, Nederland 1894-2000
- Matthew Stewart, Schotland 1717-1785
- Charles Sturm, Frankrijk 1803-1855
- Jean Henri van Swinden, Nederland 1746-1823
- Peter Ludvig Meidell Sylow, Noorwegen 1832-1918
- James Joseph Sylvester, Groot-Brittannië 1814-1897

## T
- André Tacquet, België 1612–1660
- Teiji Takagi, Japan 1875-1960
- Floris Takens, Nederland 1940-2010
- Éva Tardos, Hongarije 1957
- Alfred Tarski, Polen 1901-1983
- Niccolò Tartaglia, Republiek Venetië 1499-1557
- Brook Taylor, Groot-Brittannië 1685-1731
- Richard Taylor, Groot-Brittannië 1962
- Oswald Teichmüller, Duitsland 1913-1943
- Thales van Milete, Griekenland 6e eeuw v.Chr.
- Theano, Griekenland 6e eeuw v.Chr.
- René Thom, Frankrijk 1923-2002
- John Griggs Thompson, Verenigde Staten 1932
- Axel Thue, Noorwegen 1863-1922
- William Thurston, Verenigde Staten 1946-2012
- Ulrike Tillmann, Duitsland 1962
- Jacques Tits, België 1930-2021
- Leonardo Torres y Quevedo, Spanje 1852-1936
- Evangelista Torricelli, Italië 1608-1647
- Ehrenfried Walther von Tschirnhaus, Duitsland 1651-1708
- Pafnoeti Tsjebysjev, Rusland 1821-1894
- Albert William Tucker, Verenigde Staten 1905-1995
- Alan Turing, Groot-Brittannië 1912-1954
- Andrej Nikolajevitsj Tychonov, Rusland 1906-1993

## U
- Stanisław Marcin Ulam, Polen en Verenigde Staten 1909-1984
- Karen Uhlenbeck, Verenigde Staten 1942
- Abu'l-Hasan al-Uqlidisi, Midden-Oosten 920-990
- Pavel Urysohn, Rusland 1898-1924

## V

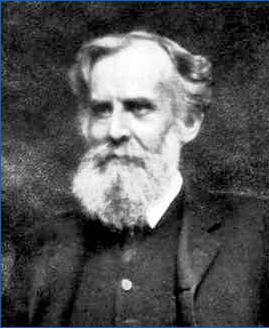
John Venn

- Pierre Varignon, Frankrijk 1654-1722
- Gregorius van St-Vincent, België 1584-1667
- Jurij Vega, Slovenië 1754-1802
- John Venn, Engeland 1834-1923
- Rineke Verbrugge, Nederland 1965
- Giuseppe Veronese, Italië 1854-1917
- Maryna Viazovska, Oekraïne 1984
- François Viète, Frankrijk 1540-1603
- Leopold Vietoris, Oostenrijk 1891-2002
- Cédric Villani, Frankrijk 1973
- Calogero Vinti, Italië 1926-1997
- Maria Vlasiou, Griekenland en Nederland 1980
- Claire Voisin, Frankrijk 1962
- Vladimir Vojevodski, Rusland 1966-2017

## W
- Bartel Leendert van der Waerden, Nederland 1903-1996
- William Wallace, Schotland 1768-1843
- John Wallis, Engeland 1616-1703
- Pierre-Laurent Wantzel, Frankrijk 1814-1848
- Edward Waring, Engeland 1736-1798
- Karl Weierstrass, Duitsland 1815-1897
- André Weil, Frankrijk 1906-1998
- Jaap Wessels, Nederland 1939-2009
- Hermann Weyl, Duitsland en Verenigde Staten 1885-1955
- Hassler Whitney, Verenigde Staten 1907-1989
- Norbert Wiener, Verenigde Staten 1894-1964
- Pieter Wijdenes, Nederland 1872-1972
- Andrew Wiles, Groot-Brittannië 1953
- Wilhelm Wirtinger, Duitsland 1865-1945
- Edward Witten, Verenigde Staten 1951
- María Wonenburger, Spanje 1927-2014
- Willem van der Woude, Nederland 1876-1974
- Christopher Wren, Engeland 1632-1723
- Jacob Wijngaard, Nederland 1944
- Willem Abraham Wijthoff, Nederland 1865-1939

## Y
- Shing-Tung Yau, China en Verenigde Staten 1949
- Jean-Christophe Yoccoz, Frankrijk 1957-2016
- Arima Yoriyuki, Japan 1714-1783

## Z
- Adriaan Zaanen, Nederland, 1913-2003
- Lotfi Zadeh, Azerbeidzjan 1921-2017
- Pedro Elias Zadunaisky, Argentinië 1917-2009
- Don Zagier, Duitsland en Verenigde Staten, 1951
- Jefim Zelmanov, Rusland en Verenigde Staten 1955
- Ernst Zermelo, Duitsland 1871-1953
- Zhang Heng, China 78-139
- Zhu Shijie, China 1270-1330
- Henk Zijm, Nederland 1952
- Giuseppe Zurria, Italië 1810-1896
- Sander Zwegers, Nederland en Duitsland 1975

## Websites
- (en)  MacTutor. MacTutor Index. biografieën
- (en)  MacTutor. Mathematicians Born In Belgium.
- (en)  MacTutor. Mathematicians Born In Luxembourg.
- (en)  MacTutor. Mathematicians Born In Netherlands.